# 穆特 (梅爾辛省)

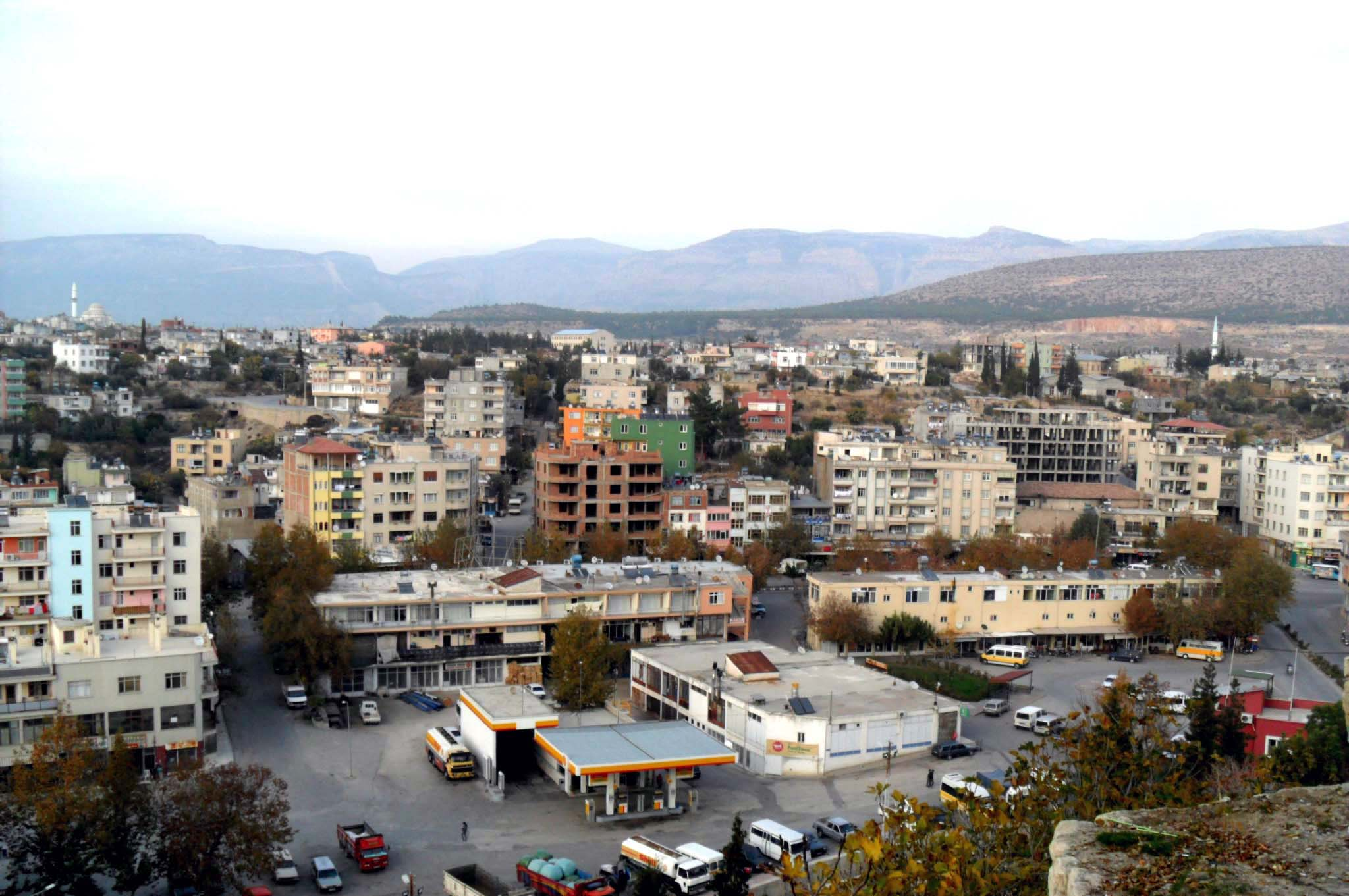
穆特

穆特是土耳其的城鎮，由梅爾辛省負責管轄，位於該國南部，面積2,518平方公里，主要經濟活動是農業，該鎮自公元前2000年有人類居住，2008年人口29,477。

## 外部連結
- District municipality's official website （页面存档备份，存于） （土耳其文）